# John Campbell Craddock
John Campbell Craddock (* 3. April 1930 in Chicago, Illinois; † 23. Juli 2006 in Saint Paul, Minnesota) war ein US-amerikanischer Geologe und Polarforscher.

## Leben
Craddock graduierte 1951 an der DePauw University in den Fächern Geologie und Mathematik. Von 1954 bis 1956 war er als Geologe für das Mineralölunternehmen Shell tätig. Danach gehörte er der Fakultät für Geologie der University of Minnesota an und wurde aus den Mitteln des United States Antarctic Research Program finanziert. Von 1960 bis 1961 leitete er ein Geologenteam der Universität, das die Jones Mountains im westantarktischen Ellsworthland untersuchte. Eine weitere Mannschaft leitete er von 1962 bis 1963. Im Jahr 2003 nahm er eine Professur am Macalester College an. 2005 besuchte er gemeinsam mit seiner Frau Dorothy (geborene Dunkelberg), mit der er seit 1953 verheiratet war, den antarktischen Kontinent als Tourist. Ein Jahr später starb er 76-jährig in einem Pflegeheim. Das Craddock-Massiv und Mount Craddock tragen seinen Namen.